# Lautaro Gordillo
Lautaro Gordillo (Salta, Argentina, 6 de abril de 1999) es un futbolista argentino que se desempeña como delantero. Surgió en el Club Atlético Central Norte de Salta de la Primera B Nacional y su pase pertenece a Club Ferro Carril Oeste.

## Trayectoria

### Ferro
Llegó a las inferiores del club en el año 2015 después de un paso por Central Norte de Salta. El 4 de abril del 2018 firma su primer contrato profesional que lo ligará al club hasta el 30 de junio de 2019, lo firma junto con otros 4 juveniles, Lucas Ferrari, Cristian Carrizo, Matías Mariatti y Fernando Miranda.
En el Campeonato de Primera B Nacional 2017-18 se produce su debut profesional, el 6 de abril de 2018, en un encuentro en el que Ferro perdió 1-0 frente a Deportivo Riestra, entró desde el banco a los 36 minutos del segundo tiempo en lugar de Lautaro Torres. Los 9 minutos que disputó en dicho encuentro serían los únicos del campeonato, siendo que tampoco fue convocado al banco de suplentes.
De cara al Campeonato de Primera B Nacional 2018-19, si bien ya estaba afianzado en el plantel profesional, seguía estando muy relegado en la consideración del equipo titular, llegó a disputar un total de 4 partidos, todos ingresando desde el banco, sin convertir ningún gol en un total de 51 minutos.
En el Campeonato Transición de Primera B 2020 disputó un único partido, jugando un total de 12 minutos sin convertir goles.

### Flandria
Llegó a préstamo por 6 meses para disputar el Campeonato Transición de Primera B 2020 debiendo retornar a Ferro el 30 de junio del 2020. En total disputó 12 partidos convirtiendo 1 gol, su primero como profesional.
Tras el parate por el Covid se confirma una nueva cesión a Flandria hasta el 31 de diciembre del 2021 para disputar el Campeonato de Primera B 2021. Durante todo el campeonato fue un jugador determinante, el goleador del equipo, con partidos muy buenos como el de la fecha 12 el día 1 de octubre del 2021 cuando marcó 5 goles. Salió campeón del Torneo Clausura y ganador del reducido logrando así el ascenso a la Primera B Nacional, en total disputó 27 partidos y marcó 12 goles.
De cara al Campeonato de Primera Nacional 2022 Flandria consigue renovar el préstamo del goleador hasta el 31 de diciembre del 2022. Convirtió su segundo triplete el 28 de mayo del 2022 en el partido entre Flandria y Villa Dálmine. Al finalizar la primera parte del campeonato Ferro suspende la cesión y Lautaro debe volver al club dueño de su pase. En total disputó 15 partidos convirtiendo 9 goles y jugando un total de 1145 minutos.

### Ferro
En junio el club de Caballito interrumpió la cesión de Lautaro para que retornara a disputar un lugar con Enzo Díaz de cara a la rescisión de contrato de Kuki Márquez por bajo rendimiento. De esta forma disputaría el partido de Copa Argentina 2022 contra Boca y lo que resta del Campeonato de Primera Nacional 2022.

## Estadísticas
Actualizado al 05 de noviembre de 2024

| Ferro Argentina | 2.ª           | 2017-18       | 1   | 0  | 0 | 0 | — | — | 1   | 0  | 0    |
| Ferro Argentina | 2.ª           | 2018-19       | 4   | 0  | 0 | 0 | — | — | 4   | 0  | 0    |
| Ferro Argentina | 2.ª           | 2019-20       | 1   | 0  | 0 | 0 | — | — | 1   | 0  | 0    |
| Ferro Argentina | Total         | Total         | 6   | 0  | 0 | 0 | 0 | 0 | 6   | 0  | 0    |
| Flandria Argentina | 3.ª           | 2020          | 12  | 1  | 0 | 0 | — | — | 12  | 1  | 0.08 |
| Flandria Argentina | 3.ª           | 2021          | 27  | 12 | 0 | 0 | — | — | 27  | 12 | 0.44 |
| Flandria Argentina | 2.ª           | 2022          | 14  | 8  | 1 | 1 | — | — | 15  | 9  | 0.6  |
| Flandria Argentina | Total         | Total         | 53  | 21 | 1 | 1 | 0 | 0 | 54  | 22 | 0.41 |
| Ferro Argentina | 2.ª           | 2022          | 16  | 2  | 1 | 0 | — | — | 17  | 2  | 0.12 |
| Ferro Argentina | Total         | Total         | 17  | 2  | 1 | 0 | 0 | 0 | 18  | 2  | 0.11 |
| Ferro Argentina | Total Ferro   | Total Ferro   | 23  | 2  | 1 | 0 | 0 | 0 | 24  | 2  | 0.08 |
| San Martín (SJ) Argentina | 2.ª           | 2023          | 13  | 0  | 0 | 0 | — | — | 13  | 0  | 0    |
| San Martín (SJ) Argentina | Total         | Total         | 13  | 0  | 0 | 0 | 0 | 0 | 15  | 0  | 0    |
| Gimnasia y Tiro Argentina | 2.ª           | 2024          | 29  | 5  | 0 | 0 | — | — | 29  | 5  | 0.17 |
| Gimnasia y Tiro Argentina | Total         | Total         | 29  | 5  | 0 | 0 | 0 | 0 | 29  | 5  | 0.17 |
| Total Carrera | Total Carrera | Total Carrera | 120 | 27 | 2 | 1 | 0 | 0 | 122 | 29 | 0.24 |
| (1) La copa nacional se refiere a la Copa Argentina y Supercopa Argentina . (2) La copa internacional se refiere a la Copa Sudamericana, Recopa Sudamericana, Copa Libertadores y Copa Suruga Bank. |               |               |     |    |   |   |   |   |     |    |      |

## Palmarés

### Campeonatos nacionales
| Título                    | Club     | País      | Año  |
| ------------------------- | -------- | --------- | ---- |
| Torneo Clausura Primera B | Flandria | Argentina | 2021 |